# Huasca de Ocampo
Huasca de Ocampo è un comune del Messico, situato nello stato di Hidalgo.